# UAE Team ADQ
UAE Team ADQ (UCI kód: UAE) je profesionální silniční cyklistický tým ze Spojených arabských emirátů na úrovni UCI Women's WorldTeam založený v roce 2011. Tým se účastní závodů v rámci UCI Women's World Tour a dalších elitních cyklistických závodů určených pro ženy.

## Historie
V září 2019 tým oznámil, že bude v sezóně 2020 sponzorován slovinskou firmou BTC Ljubljana. Díky tomu mohl tým zažádat o licenci pro UCI Women's WorldTeam až do sezóny 2023.
V říjnu 2021 oznámil mužský tým UAE Team Emirates, že převezme tým Alé BTC Ljubljana. Zařadil se tak mezi rostoucí počet mužských týmů, které mají i elitní ženský tým. V půli prosince 2021 byl odhalen dres pro sezónu 2022 společně s novým názvem týmu, UAE Team ADQ. Dodatečným sponzorem týmu se stal investiční fond ADQ.

## Doping
21. listopadu 2015 bylo odhaleno, že Uênia Fernandes de Souzaová měla pozitivní test na EPO a kvůli tomu dostala třicetidenní zákaz závodění.

## Soupiska týmu
K 1. lednu 2022
- Safia Al Sayeghová (UAE) (* 23. září 2001)
- Marta Bastianelliová (ITA) (* 30. dubna 1987)
- Sofia Bertizzolová (ITA) (* 21. srpna 1997)
- Maaike Boogaardová (NED) (* 24. srpna 1998)
- Eugenia Bujaková (SLO) (* 25. června 1989)
- Anastasia Chursinaová (RUS) (* 7. dubna 1995)
- Margarita Victoria Garcíaová (ESP) (* 2. ledna 1984)
- Alena Ivančenková (RUS) (* 16. listopadu 2003)
- Erica Magnaldiová (ITA) (* 24. srpna 1992)
- Marija Novolodskaja (RUS) (* 28. července 1999)
- Alessia Patuelliová (ITA) (* 22. prosince 2002)
- Urša Pintarová (SLO) (* 3. října 1985)
- Laura Tomasiová (ITA) (* 1. července 1999)
- Anna Trevisiová (ITA) (* 8. května 1992)
- Sophie Wrightová (GBR) (* 15. března 1999)

## Vítězství na šampionátech
2011
 Italský týmový sprint, Elisa Frisoniová
 Italský scratch, Tatiana Guderzová
 Italská časovka na 500 m, Elisa Frisoniová
 Italský sprint, Elisa Frisoniová
2012
 Italská časovka, Tatiana Guderzová
2013
 Ruská časovka, Tatiana Antoshinová
 Italská časovka, Tatiana Guderzová
 Italské omnium, Marta Tagliaferrová
 Italská týmová stíhačka, Marta Tagliaferrová
 Italská týmová stíhačka, Tatiana Guderzová
2014
 Italská týmová stíhačka, Marta Tagliaferrová
 Italská týmová stíhačka, Tatiana Guderzová
2015
 Polský silniční závod, Małgorzata Jasińská
2016
 Italský bodovací závod, Maria Giulia Confalonieriová
2017
 Litevský silniční závod, Daiva Tuslaiteová
2018
 Litevská časovka, Daiva Tuslaiteová
 Mistrovství Evropy v silničním závodu, Marta Bastianelliová
2019
 Japonská časovka, Eri Yonamineová
 Japonský silniční závod, Eri Yonamineová
2020
 Slovinský silniční závod, Urša Pintarová
 Slovinská časovka, Urška Žigartová
 Španělská časovka, Mavi Garcíaová
 Španělský silniční závod, Mavi Garcíaová
 Thajský silniční závod, Jutatip Maneephanová
2021
 Švýcarská časovka, Marlen Reusserová
 Švýcarský silniční závod, Marlen Reusserová
 Slovinská časovka, Eugenia Bujaková
 Slovinský silniční závod, Eugenia Bujaková
 Španělská časovka, Mavi Garcíaová
 Španělský silniční závod, Mavi Garcíaová
2022
 Emirátská časovka, Safia Al Sayeghová